# Кордвелл
Кордвелл (англ. Coldwell) — сільський муніципалітет в Канаді, у провінції Манітоба.

## Населення
За даними перепису 2016 року, сільський муніципалітет нараховував 1254 особи, показавши скорочення на 7,2%, порівняно з 2011-м роком. Середня густина населення становила 1,4 осіб/км².
З офіційних мов обидвома одночасно володіли 45 жителів, тільки англійською — 1 190. Усього 50 осіб вважали рідною мовою не одну з офіційних.
Працездатне населення становило 63,3% усього населення, рівень безробіття — 13,5% (22,1% серед чоловіків та 3,5% серед жінок). 80,2% осіб були найманими працівниками, а 19% — самозайнятими.
Середній дохід на особу становив $44 440 (медіана $29 760), при цьому для чоловіків — $55 815, а для жінок $33 462 (медіани — $40 064 та $24 832 відповідно).
26,1% мешканців мали закінчену шкільну освіту, не мали закінченої шкільної освіти — 40,2%, 33,7% мали післяшкільну освіту, з яких 16,4% мали диплом бакалавра, або вищий.
| Статево-вікова структура населення | Статево-вікова структура населення | Статево-вікова структура населення | Статево-вікова структура населення | Статево-вікова структура населення |
| ---------------------------------- | ---------------------------------- | ---------------------------------- | ---------------------------------- | ---------------------------------- |
|                                    |                                    |                                    |                                    |                                    |
| Всього                             | Всього                             | 50,2%49,8%                         |                                    |                                    |
| 0 — 14 років                       | 0 — 14 років                       |                                    | 18,3%                              | 18,3%                              |
| 15 — 64 років                      | 15 — 64 років                      |                                    | 58,3%                              | 58,3%                              |
| 65 і більше                        | 65 і більше                        |                                    | 23,4%                              | 23,4%                              |
| 85 і більше                        | 85 і більше                        |                                    | 4%                                 | 4%                                 |
| 100 і більше                       | 100 і більше                       |                                    | 0,4%                               | 0,4%                               |
| Середній вік (років)               | Середній вік (років)               | 43,244,7                           | 44,0                               | 44,0                               |
| Медіана (років)                    | Медіана (років)                    | 45,448,8                           | 46,8                               | 46,8                               |
| — чоловіки — жінки                 |                                    |                                    |                                    |                                    |

| Походження мешканців:     | Походження мешканців:     | Походження мешканців: | Походження мешканців: | Походження мешканців: |
| ------------------------- | ------------------------- | --------------------- | --------------------- | --------------------- |
| Походження                |                           |                       | осіб                  | %                     |
| Корінні американці        | Корінні американці        |                       | 435                   | 35.51%                |
| Інше північноамериканське | Інше північноамериканське |                       | 225                   | 18.37%                |
| Європейське               | Європейське               |                       | 1 035                 | 84.49%                |
| британське                | британське                |                       | 550                   | 44.9%                 |
| французьке                | французьке                |                       | 185                   | 15.1%                 |
| українське                | українське                |                       | 105                   | 8.57%                 |

| Зайнятість населення за галузями (за класифікацією NOC): | Зайнятість населення за галузями (за класифікацією NOC): | Зайнятість населення за галузями (за класифікацією NOC): | Зайнятість населення за галузями (за класифікацією NOC): | Зайнятість населення за галузями (за класифікацією NOC): |
| -------------------------------------------------------- | -------------------------------------------------------- | -------------------------------------------------------- | -------------------------------------------------------- | -------------------------------------------------------- |
|                                                          |                                                          |                                                          |                                                          |                                                          |
| Управління                                               | Управління                                               |                                                          | 14,4%                                                    | 14,4%                                                    |
| Бізнес, фінанси та адміністрування                       | Бізнес, фінанси та адміністрування                       |                                                          | 8,8%                                                     | 8,8%                                                     |
| Охорона здоров'я                                         | Охорона здоров'я                                         |                                                          | 12%                                                      | 12%                                                      |
| Освіта, правозахист, муніципальні та урядові служби      | Освіта, правозахист, муніципальні та урядові служби      |                                                          | 10,4%                                                    | 10,4%                                                    |
| Роздрібна торгівля та послуги                            | Роздрібна торгівля та послуги                            |                                                          | 17,6%                                                    | 17,6%                                                    |
| Гуртова торгівля, транспорт та обладнання                | Гуртова торгівля, транспорт та обладнання                |                                                          | 28%                                                      | 28%                                                      |
| Природні ресурси, сільське господарство                  | Природні ресурси, сільське господарство                  |                                                          | 6,4%                                                     | 6,4%                                                     |
| Виробництво                                              | Виробництво                                              |                                                          | 1,6%                                                     | 1,6%                                                     |

## Клімат
Середня річна температура становить 1,7°C, середня максимальна – 23,5°C, а середня мінімальна – -25°C. Середня річна кількість опадів – 502 мм.
| Клімат поселення                              | Клімат поселення | Клімат поселення | Клімат поселення | Клімат поселення | Клімат поселення | Клімат поселення | Клімат поселення | Клімат поселення | Клімат поселення | Клімат поселення | Клімат поселення | Клімат поселення | Клімат поселення |
| Показник                                      | Січ.             | Лют.             | Бер.             | Квіт.            | Трав.            | Черв.            | Лип.             | Серп.            | Вер.             | Жовт.            | Лист.            | Груд.            |                  |
| Середній максимум, °C                         | −12,53           | −8,85            | −1,57            | 8,70             | 16,65            | 22,36            | 23,46            | 22,44            | 17,02            | 10,00            | −0,23            | −10,09           |                  |
| Середня температура, °C                       | −18,76           | −15,07           | −7,8             | 2,50             | 10,40            | 16,10            | 18,53            | 17,54            | 12,10            | 5,07             | −5,18            | −15,01           |                  |
| Середній мінімум, °C                          | −24,98           | −21,3            | −14,04           | −3,76            | 4,18             | 9,88             | 13,60            | 12,59            | 7,17             | 0,13             | −10,09           | −19,94           |                  |
| Норма опадів, мм                              | 20               | 15               | 24               | 27               | 56               | 85               | 71               | 65               | 51               | 41               | 25               | 22               |                  |
| Середньомісячна швидкість вітру, м/с          | 4.09             | 4.00             | 4.10             | 4.30             | 4.31             | 3.90             | 3.50             | 3.70             | 4.10             | 4.50             | 4.40             | 4.18             |                  |
| Середньомісячна сонячна радіація, кДж/м²·день | 4117             | 7387             | 12592            | 17272            | 20168            | 21163            | 21504            | 18276            | 12402            | 7347             | 4068             | 3045             |                  |
| --------------------------------------------- | ---------------- | ---------------- | ---------------- | ---------------- | ---------------- | ---------------- | ---------------- | ---------------- | ---------------- | ---------------- | ---------------- | ---------------- | ---------------- |
| Джерело:                                      |                  |                  |                  |                  |                  |                  |                  |                  |                  |                  |                  |                  |                  |